# Corey Nakatani
Corey S. Nakatani, född 21 oktober 1970 i Covina, Kalifornien, USA, är en amerikansk jockey. Han fick sitt stora genombrott 1990 då han red Itsallgreektome till seger i större grupplöp.

## Karriär
Nakatani har länge bott i södra Kalifornien, och tävlar regelbundet på Santa Anita Park, Hollywood Park och Del Mar racetrack. Den 8 oktober 2011 vann han sex löp på en dag, inklusive två segrar i grupp 1-löp.
Han har tagit mer än 3900 segrar under sin karriär, och har bland annat segrat i Kentucky Oaks (två gånger), Canadian International Stakes, Strub Stakes (fyra gånger), Dubai Golden Shaheen, och tio Breeders' Cup-löp (bland annat tre raka Breeders' Cup Sprint mellan 1996 och 1998).
Nakatani har ridit ett antal anmärkningsvärda hästar, bland annat Jackson Bend, Nehro, Colonel John, Lava Man, Thor's Echo, Aragorn, Rock Hard Ten, Sarafan, Indian Blessing, Lite Light, Relaxed Gesture, Sandpit, Serena's Song, Bolt d'Oro, Silic, och Lit de Justice.

## Privatliv
Nakatani är gift med sin andra fru, Lisa, och har två döttrar, Lilah och Brittany, och två söner, Matthew och Austin. Brittany, Matthew och Austin är från ett tidigare äktenskap med Michele Dollase, dotter till tränaren Wallace Dollase. 
Hans far Roy Nakatani, som var en japansk-amerikan, föddes i ett interneringsläger från andra världskriget och tillbringade tid på Santa Anita Park då det var ett omplaceringsläger. Coreys mamma heter Marie Nakatani och han är ett av tio barn.